# St Eval
St Eval est une paroisse civile et un village des Cornouailles, en Angleterre.